# Scion
Scion var et bilmærke fra Toyota Motor Corporation til det Nordamerikanske marked. Mærket er grundlagt i 2002 og Scion's langsigtede mål er at appellere til Generation Y-forbrugere. De første Scion-modeller Scion xA hatchback og Scion xB wagon, blev sat til salg i Californien i 2003, efterfulgt af sportscupéen Scion tC og landsdækkede lancering i USA i 2004. En efterfølger til xA, Scion xD, blev præmieret i 2008 og Scion-mærket ekspanderede til Canada i 2010.. Scion-navnet betyder familiens efterkommer eller arving og refererer både til bilmærket og dets ejere.

## Bilmodeller
Scion har på nuværende tidspunkt fire modeller på markedet: Anden generation af Scion tC, en 3-dørs liftback baseret på den europæiske Toyota Avensis sedan. Anden generation af Scion xB, en 5-dørs box-formed kompakt bil solgt som Toyota Corolla Rumion på det Japanese marked. Desuden Scion xD, en 5 dørs-subcompact bil der sælges i Japan som anden generation Toyota ist, som er baseret på Toyota Yaris platformen med tiende generation af Corolla'motoren. Siden 2011 har Scion iQ, der sælges i Japan og Europa som Toyota iQ også været på markedet i USA..
- Scion xA 2003-2006
- Scion xB 2003-
  - Generation 1: 2003-2006
  - Generation 2: 2007-
- Scion tC 2004-
  - Generation 1: 2004-2010
  - Generation 2: 2011-
- Scion xD 2007-
- Scion iQ 2011-